# Volstroff
Volstroff (deutsch Wolsdorf) ist eine französische Gemeinde mit 2074 Einwohnern (Stand 1. Januar 2022) im Département Moselle in der Region Grand Est (bis 2015 Lothringen).

## Geographie
Die Gemeinde liegt rund neun Kilometer südöstlich von Thionville im Tal des Flusses Bibiche.
Sie umfasst neben dem Hauptort Volstroff die vier südwestlich gelegenen Dörfer:
- Reinange (Reningen),
- Saint-Vitus (Sankt Veit),
- Schell (Schell) und
- Vinsberg (Weinsberg), wo sich eine Burgstelle befindet.

## Geschichte
Der Ort wurde 1305 erstmals als Wollestrof erwähnt.
Durch den Pyrenäenfrieden wurden Thionville und Umland am 7. November 1659 von Luxemburg an Frankreich abgetreten.
Das Malteserkreuz im Gemeindewappen symbolisiert die Zugehörigkeit Volstroffs zum Malteserorden, Die Muscheln auf dem Rahmen sind die Attribute des Heiligen Michael, des Schutzpatrons der Gemeinde.
Vom 1. Februar 1971 bis zum 31. Dezember 1981 war Volstroff in den Nachbarort Metzervisse eingemeindet.

### Bevölkerungsentwicklung
| Jahr      | 1910 | 1962 | 1968 | 1975 | 1982 | 1990 | 1999 | 2007 | 2019 |
| Einwohner | 376  | 230  | 291  | 912  | 1066 | 1373 | 1366 | 1461 | 2034 |

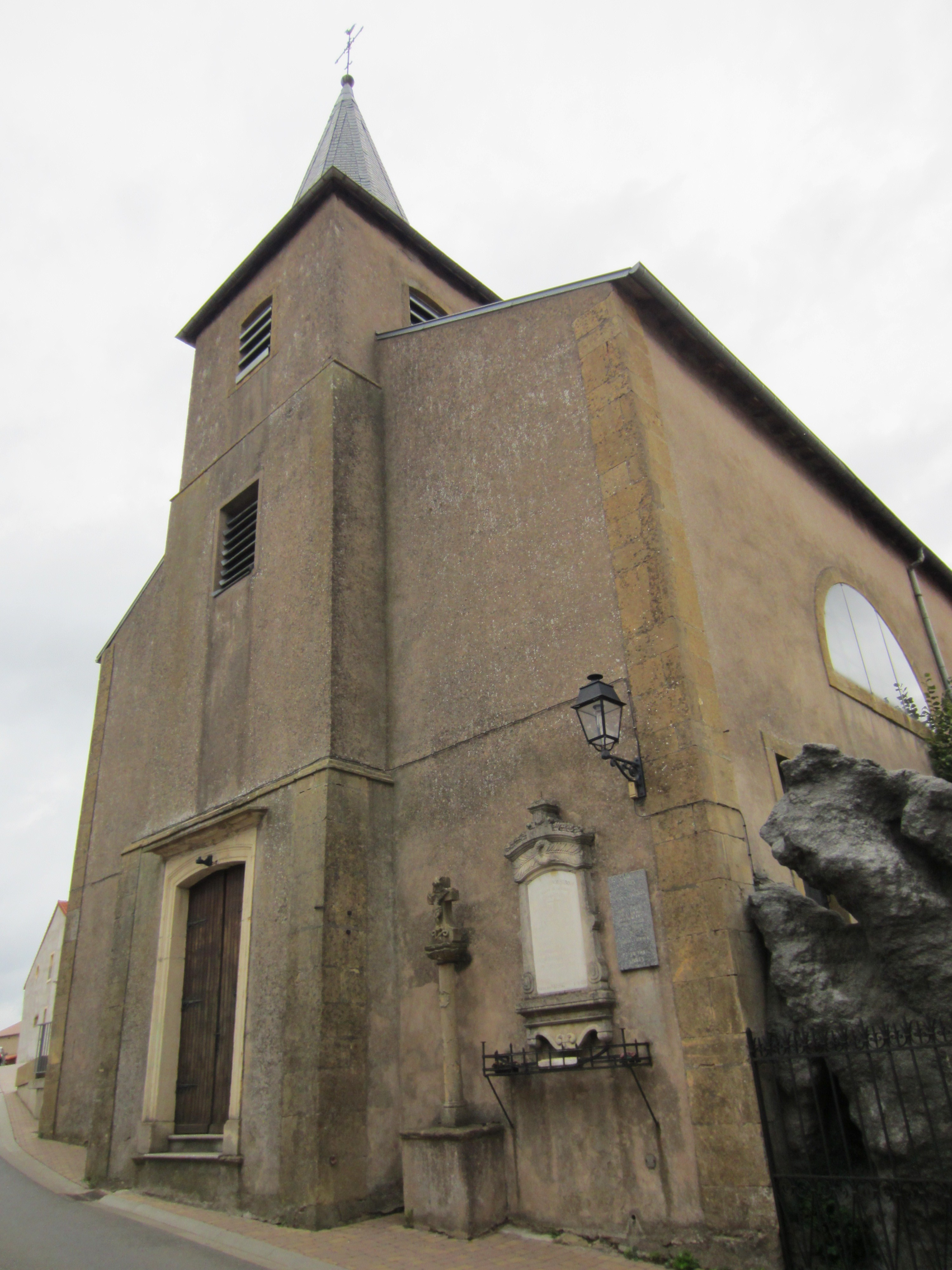
Erzengel-Michael-Kirche
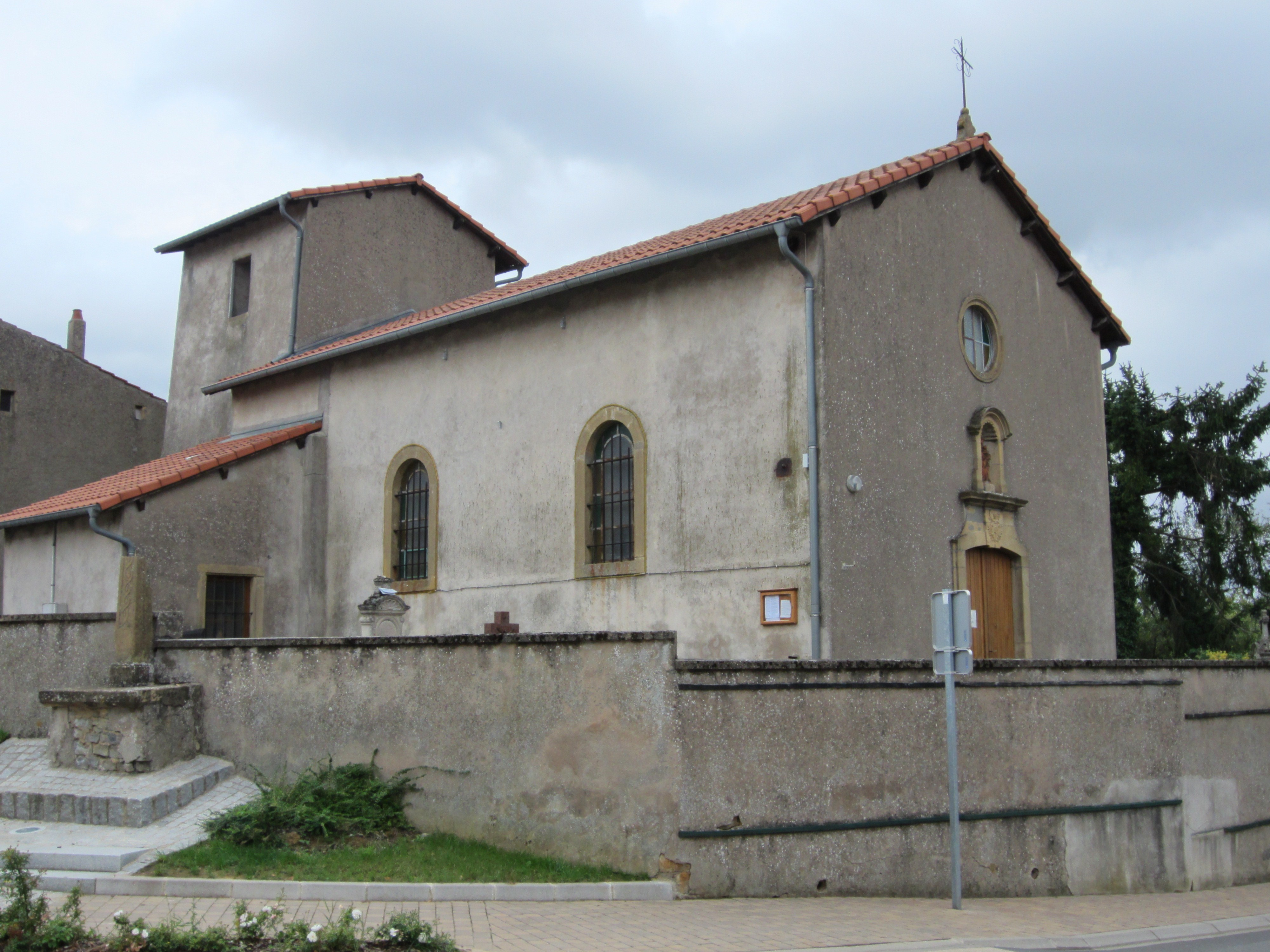
Kapelle St. Nikolaus in Reinange

## Belege
1. ↑  Wappenbeschreibung auf genealogie-lorraine.fr (französisch)